# Dmitrij Baškevič
Dmitrij Valentinovič Baškevič (in russo Дмитрий Валентинович Башкевич?; Tashkent, 26 febbraio 1968) è un ex calciatore uzbeko, di ruolo portiere.

## Carriera
Durante la sua carriera veste i colori di Spartak Semipalatinsk, Khimik, Navbahor, Kuban' e Traktor Tashkent totalizzando 325 presenze in campionato.
Vanta inoltre una presenze con la Nazionale uzbeka nel 1996.

## Statistiche

### Cronologia presenze e reti in Nazionale
| Cronologia completa delle presenze e delle reti in nazionale ― Uzbekistan | Cronologia completa delle presenze e delle reti in nazionale ― Uzbekistan | Cronologia completa delle presenze e delle reti in nazionale ― Uzbekistan | Cronologia completa delle presenze e delle reti in nazionale ― Uzbekistan | Cronologia completa delle presenze e delle reti in nazionale ― Uzbekistan | Cronologia completa delle presenze e delle reti in nazionale ― Uzbekistan | Cronologia completa delle presenze e delle reti in nazionale ― Uzbekistan | Cronologia completa delle presenze e delle reti in nazionale ― Uzbekistan |
| Data                                                                      | Città                                                                     | In casa                                                                   | Risultato                                                                 | Ospiti                                                                    | Competizione                                                              | Reti                                                                      | Note                                                                      |
| ------------------------------------------------------------------------- | ------------------------------------------------------------------------- | ------------------------------------------------------------------------- | ------------------------------------------------------------------------- | ------------------------------------------------------------------------- | ------------------------------------------------------------------------- | ------------------------------------------------------------------------- | ------------------------------------------------------------------------- |
| 19-11-1996                                                                | Abu Dhabi                                                                 | Emirati Arabi Uniti                                                       | 4 – 2                                                                     | Uzbekistan                                                                | Amichevole                                                                | -3                                                                        | 46’                                                                       |
| Totale                                                                    |                                                                           | Presenze                                                                  | 1                                                                         |                                                                           | Reti                                                                      | -3                                                                        |                                                                           |